# Beschka (Fluss)

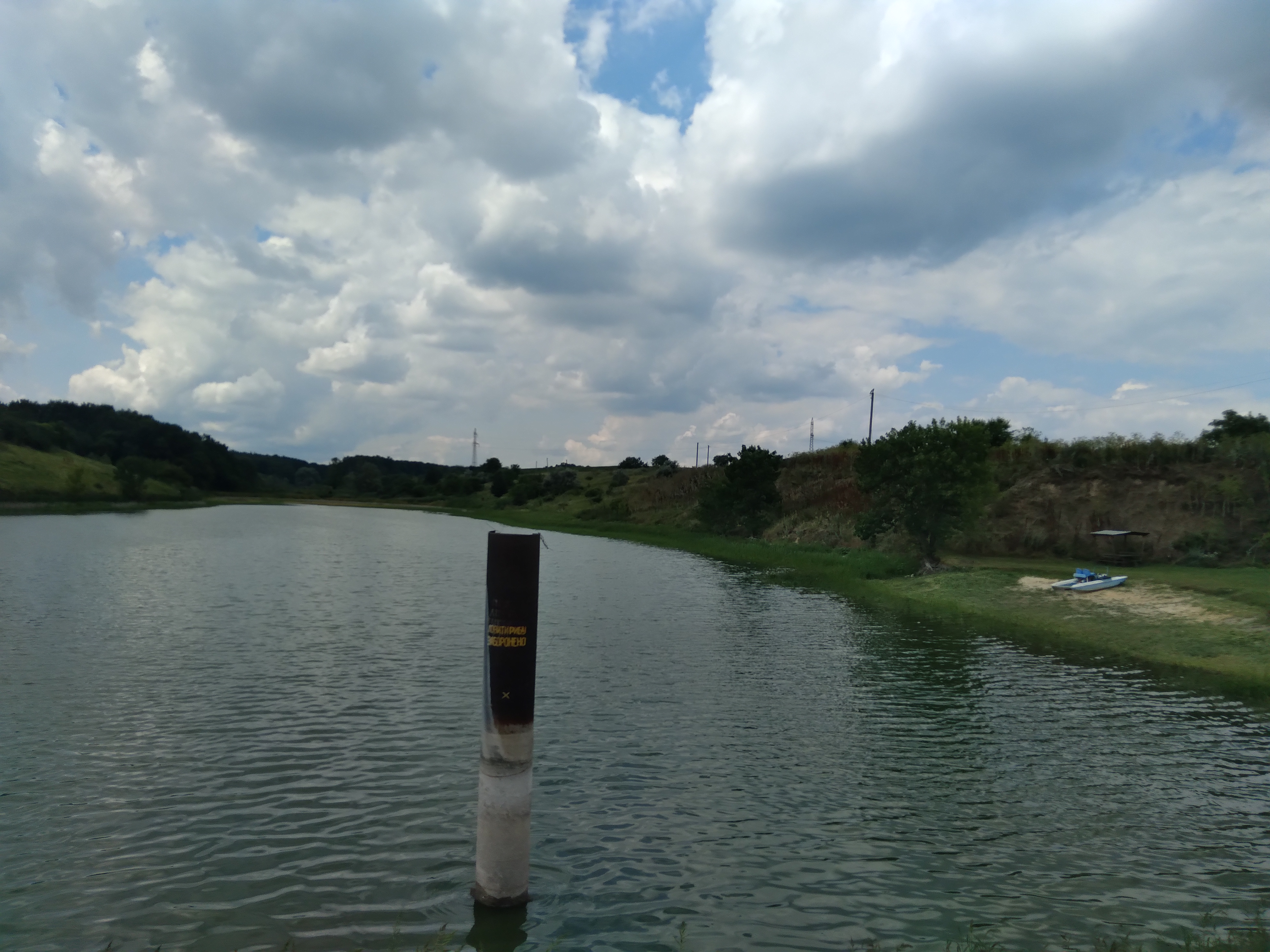
Der erste Teich dieses Flusses im Dorf Sokilnyky

Der Beschka (ukrainisch Бешка) ist ein 56 km langer, rechter Nebenfluss des Inhulez im Zentrum der Ukraine.

## Geographie
Der Fluss mit einem Einzugsgebiet von 657 km² entspringt im Dneprhochland in der Nähe des Dorfes Sokilnyky (ukrainisch Сокільники) im Rajon Snamjanka. Der Fluss fließt durch das Dorf Wolodymyriwka, Moschoryne, in der Nähe des Dorfes Switlopil mündet der Fluss Balka Orlowa in Beschka in der Oblast Kirowohrad und mündet im Rajon Petrowe, nachdem er in südöstliche Richtung die Siedlungen städtischen Typs Oleksandrijske bei Oleksandrija und Nowa Praha durchflossen hat, bei Nowyj Starodub in den Inhulez.

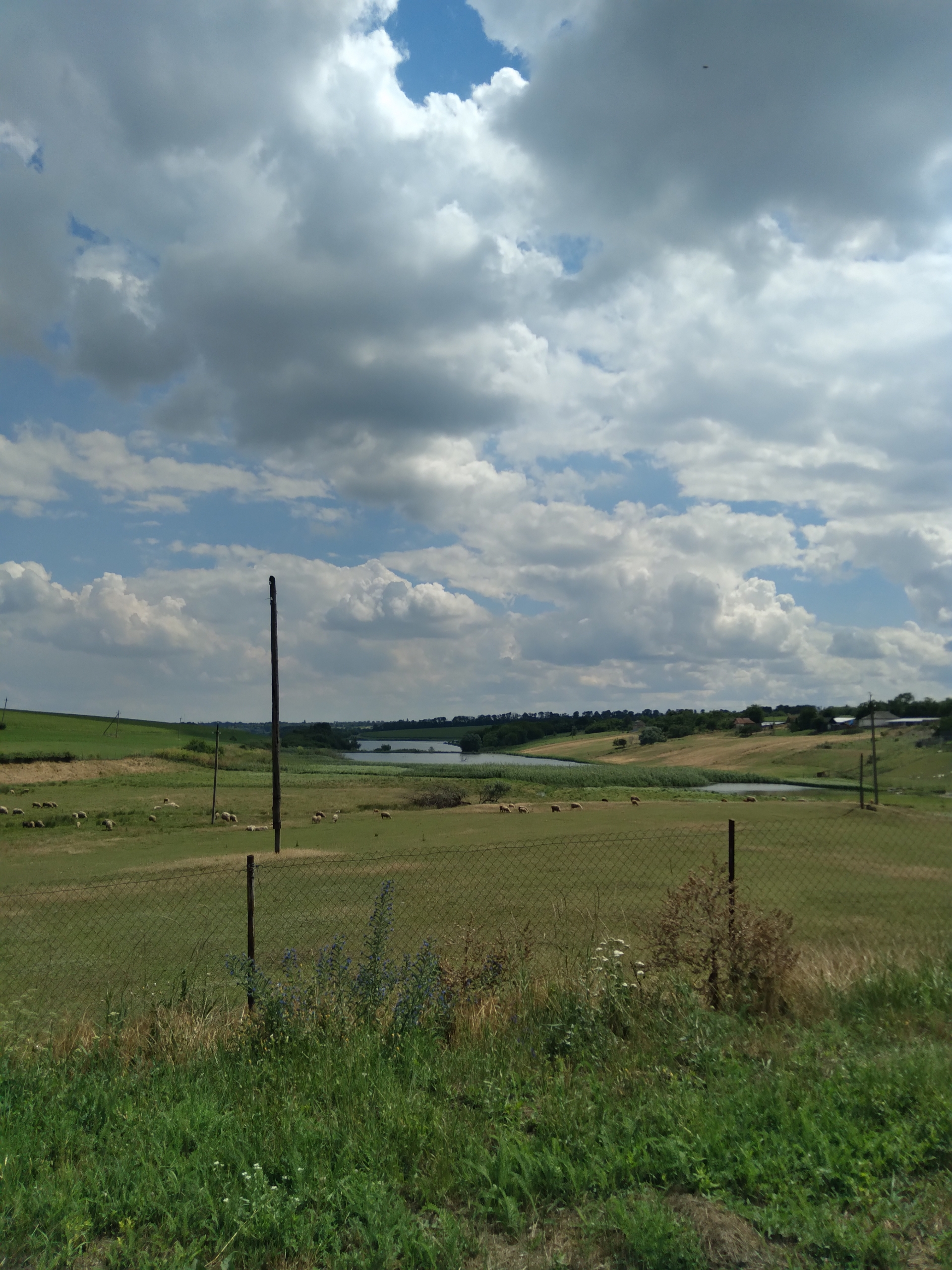
Teiche des Flusses Beschka

Das durchschnittliche Gefälle des Flusses beträgt 1,4 m/ km. Der Beschka ist durchschnittlich 5 m breit und bis 1,7 m tief, das trapezförmige Tal bis zu 1,5 km breit und 40 m tief. Der Fluss bildet mehrere kleine Stauseen und Teiche.